# Lanrivain
Lanrivain (bretonisch: Larruen) ist eine französische Gemeinde mit 465 Einwohnern (Stand: 1. Januar 2022) im Département Côtes-d’Armor in der Region Bretagne. Sie gehört zum Arrondissement Guingamp, zum Kanton Rostrenen und ist Mitglied des Kommunalverbandes Kreiz-Breizh. Die Einwohner werden Lanrivanais genannt.

## Geografie
Lanrivain liegt etwa 24 Kilometer südlich von Guingamp. Der Blavet begrenzt die Gemeinde im Westen. 
Umgeben wird Lanrivain von den Nachbargemeinden Kerien im Norden, Magoar im Norden und Nordosten, Kerpert im Nordosten, Saint-Nicolas-du-Pélem im Osten und Südosten, Plounévez-Quintin im Süden, Trémargat im Südwesten und Westen sowie Peumerit-Quintin im Westen und Nordwesten.

## Bevölkerungsentwicklung
| Jahr                       | 1962 | 1968 | 1975 | 1982 | 1990 | 1999 | 2006 | 2012 | 2019 |
| Einwohner                  | 960  | 882  | 761  | 638  | 510  | 524  | 554  | 538  | 441  |
| Quellen: Cassini und INSEE |      |      |      |      |      |      |      |      |      |

## Sehenswürdigkeiten
- Kirche Saint-Grégoire, seit 1931 Monument historique
- Kapelle Saint-Antoine, Monument historique
- Kapelle von Lannégant, Monument historique
- Herrenhaus von Gollodic, Monument historique
- Calvaire, Monument historique
- Kreuz aus dem 18. Jahrhundert, Monument historique

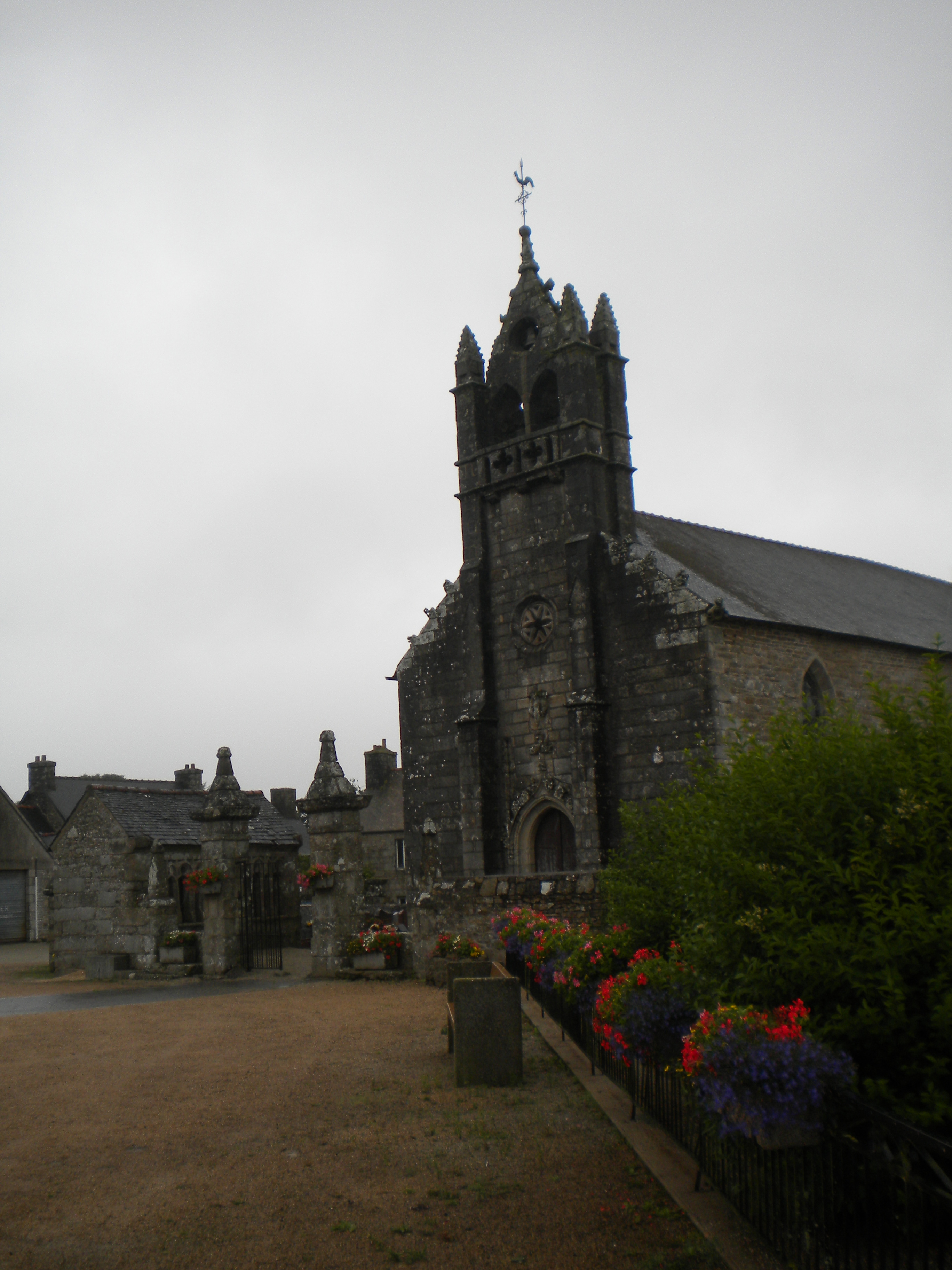
Kirche Saint-Grégoire
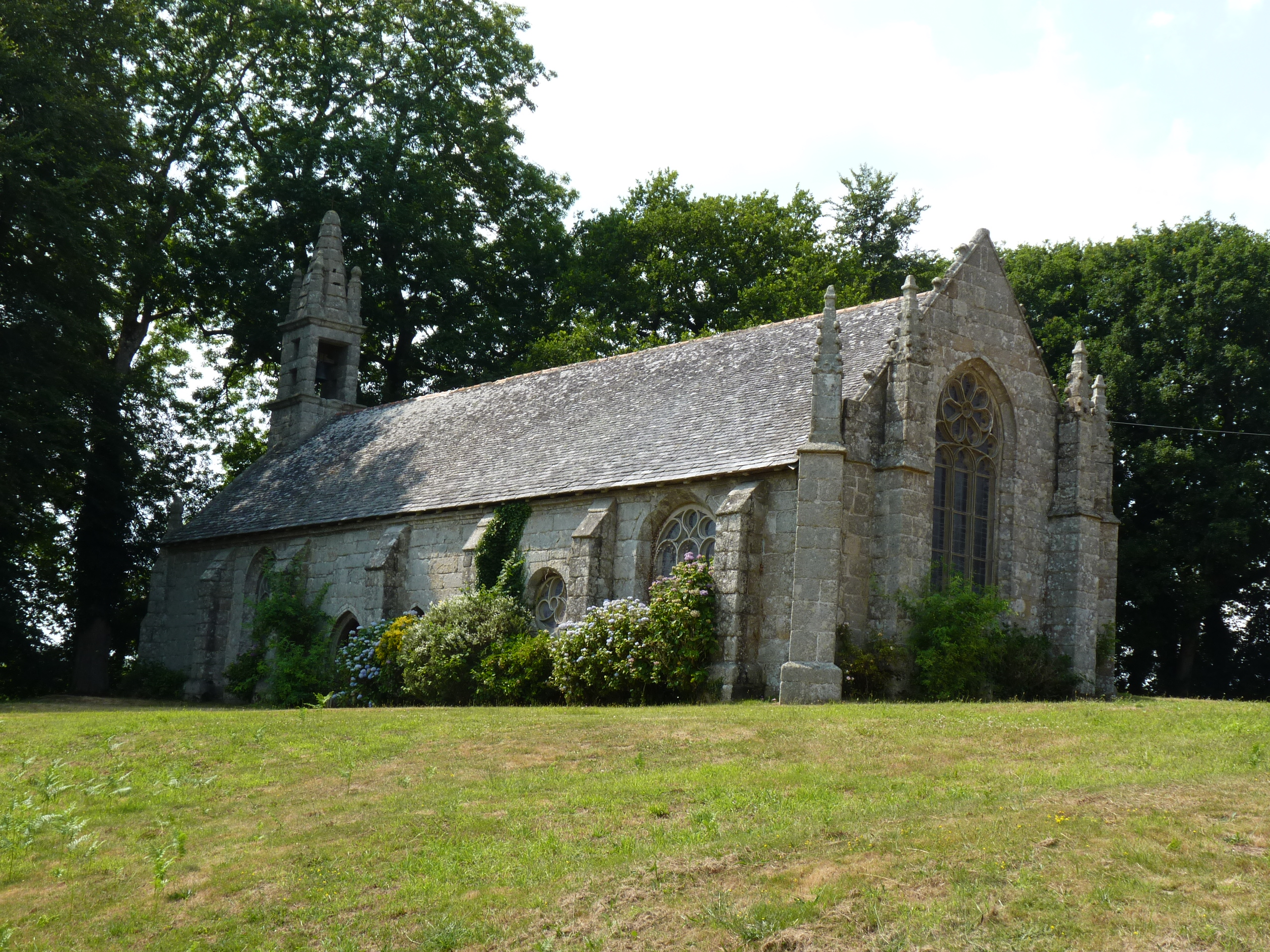
Kapelle Saint-Antoine
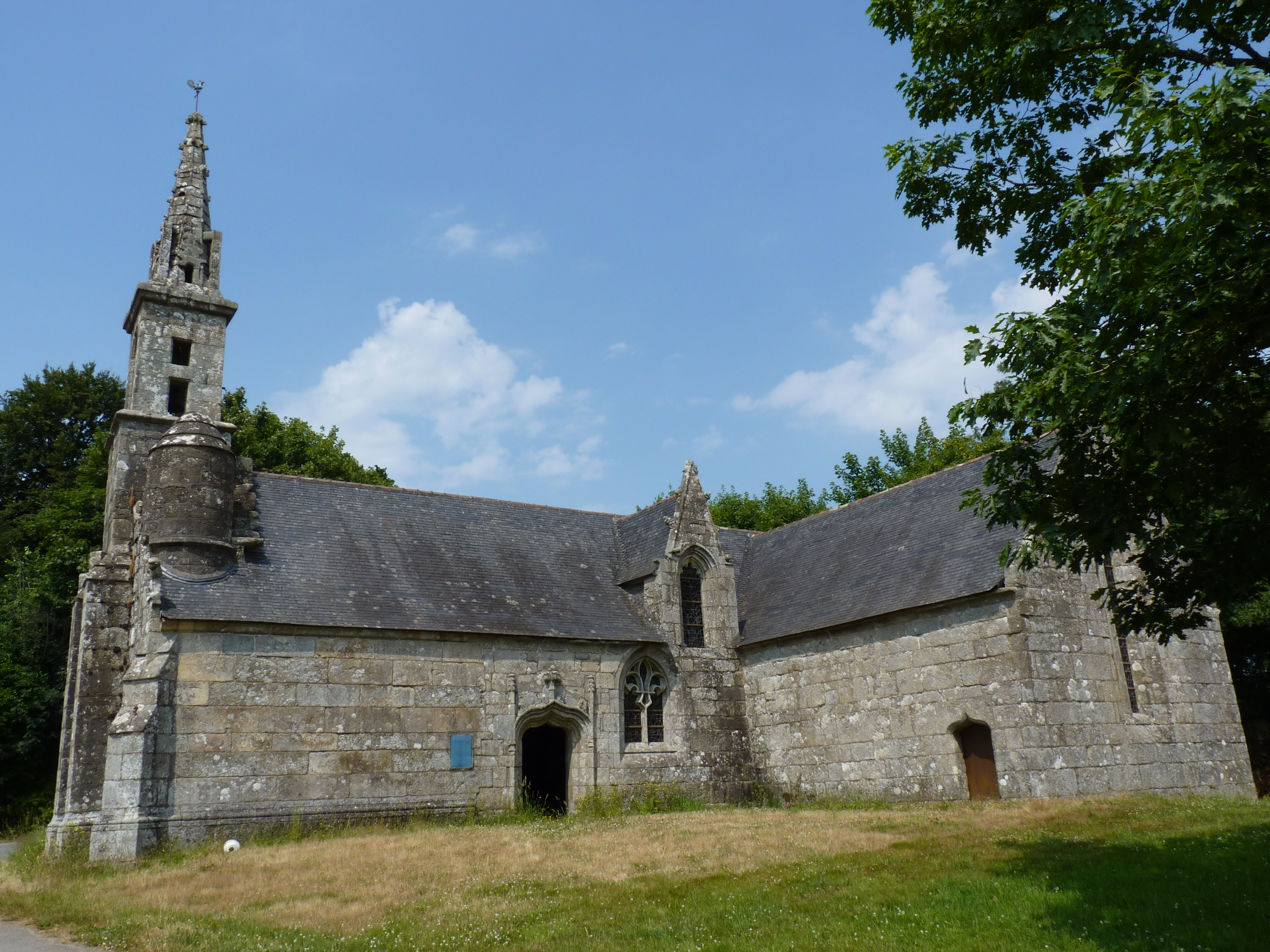
Kapelle von Lannégant
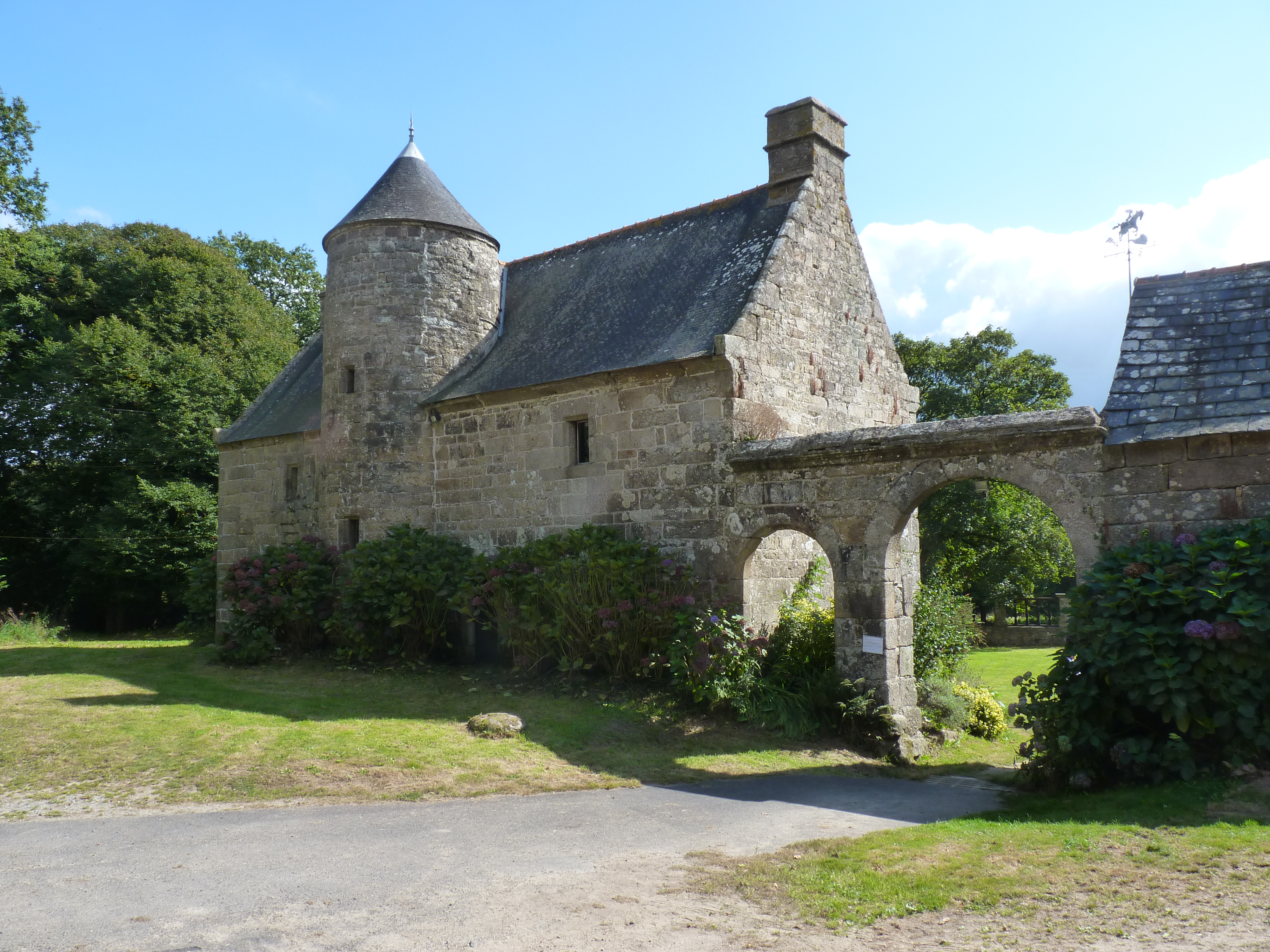
Herrenhaus von Gollodic

## Gemeindepartnerschaft
Mit der irischen Gemeinde Ballymakeera im County Cork besteht seit 2005 eine Partnerschaft.